# Ercheia kebea
Ercheia kebea là một loài bướm đêm thuộc họ Noctuidae. Loài này có ở Thái Lan, Sumatra, Borneo, Seram, New Guinea, Queensland, phía đông đến Fiji.